# 나들가게
나들가게는 기업형 슈퍼마켓(SSM), 대형마트 등의 골목상권 납립으로 어려움을 겪고 있는 동네 슈퍼마켓이 스스로 변화와 혁신을 통하여 경쟁력을 갖출 수 있도록 대한민국 중소기업청에서 실시하고 있는 지원 정책이다. '정이 있어 내집 같이 편하고, 나들이하고 싶은 마음으로 가고 싶은 가게'라는 뜻이다.

## 나들가게란?
나들가게란 이웃처럼 친근감이 있는 동네수퍼마켓의 정서를 담은 이름으로「정이 있어 내집 같이 편하고, 나들이하고 싶은 마음으로 가고 싶은 가게」라는 뜻을 가지고 있습니다.

## 지원 현황

### 지역별 지원점포 현황
| 구분   | 서울  | 부산 | 대구 | 인천 | 광주 | 대전 | 울산 | 경기  | 강원 | 충북 | 충남 | 전북 | 전남 | 경북 | 경남 | 제주 | 합계   |
| ------ | ----- | ---- | ---- | ---- | ---- | ---- | ---- | ----- | ---- | ---- | ---- | ---- | ---- | ---- | ---- | ---- | ------ |
| 점포수 | 1,409 | 512  | 637  | 589  | 478  | 292  | 277  | 1,760 | 476  | 516  | 441  | 715  | 497  | 572  | 540  | 201  | 10,011 |

## 연혁
- 2009.12 나들가게 사업 한글명칭 선정 '스마트샵'을 '나들가게'로 변경
- 2010.11 우수나들가게 51개 점포 선정
- 2010.12 이명박 대통령 나들가게 방문
- 2011.05 로젠택백 협약
- 2011.06 우수나들가게 54개 점포 선정
- 2011.07 엔페이백 협약
- 2011.11 나들가게-경찰청 주민생활안심터 협약
- 2011.12 우수나들가게 55개 점포 선정
- 2012.03 현대로지엠 협약
- 2012.03 한국농수산식품유통공사 협약
- 2012.04 한국연합복권(주) 협약
- 2012.05 에코머니 가맹점 협약

## 정보화 현황
- 2010~2013 POS 프로그램 보급 및 확산

('10)2,302→('11)3,005→('12)4,704
- 2012.08 온라인 POS교육시스템 구축
- 2012.10 나들가게 POS자료 분석시스템 구축